# Strategie des ungleichgewichtigen Wachstums
Die Strategie des ungleichgewichtigen Wachstums stellt eine Entwicklungsstrategie dar. Nach dieser Strategie sollten Entwicklungsländer ihre knappen finanziellen Ressourcen auf die Förderung von Schlüsselindustrien konzentrieren. Deren positive Entwicklung würde dann auf Zulieferbetriebe und die restliche Wirtschaft ausstrahlen.

## Hintergrund
Albert O. Hirschman, ein bekannter Befürworter der Strategie, behauptet, dass die Strategie des ungleichgewichtigen Wachstums deshalb für die Entwicklung in kapitalschwachen Entwicklungsländern die bessere Alternative sei. Statt des Aufbaus eines gesamten Industriekomplexes, der das wirtschaftliche Wachstum antreiben und daraufhin induzieren soll, sieht Hirschman diesen Induktionsmechanismus in einem ökonomischen Ungleichgewicht. Dieser Gedanke gründet auf der Schumpeterschen These, „wonach jeglicher wirtschaftliche Fortschritt von Ungleichgewichten ausgelöst wird“. Beim Versuch, die Ungleichheiten auszugleichen, entstehen weitere Ungleichgewichte etc.

## Methodik
Im Gegensatz zur Theorie des „gleichgewichtigen Wachstums“ ist nicht die Ausdehnung der Industriebetriebe auf verschiedene Waren die Grundlage für den Induktionsprozess, sondern das Entstehen von Zuliefer- und Weiterverarbeitungsbetrieben eines bestimmten Produkts. Zum Beispiel werden bei der Produktion von Autos, Reifen, Autoradios uvm. benötigt. Zulieferbetriebe würden sich nach Hirschman in der Nähe dieser Wachstumsindustrien ansiedeln und einen wirtschaftlichen Aufschwung vorantreiben. Andersherum ist bei der Ansiedelung eines Sägewerks mit dem Entstehen von weiterverarbeitenden Industrien, beispielsweise mit einer Möbelfabrik, zu rechnen.

## Interpretationsalternativen
Andere Möglichkeiten zur Interpretation dieser Theorie beziehen sich beim „unbalanced growth“ auf die Großräumlichkeit eines Landes und den Zusammenhang zwischen Zentrum und Peripherie. Bei dieser Auslegung wird die Strategie häufig als Polarisierungsstrategie oder Wachstumsstrategie bezeichnet, werden einzelne Wachstumszentren, wie zum Beispiel Küstenstädte, Freihandelszonen oder Hauptstädte gefördert. Die Entwicklung in diesen Zentren soll durch einen Sickereffekt auf andere Landesteile übergreifen und somit den „Big Push“ auslösen. 

## Kritik
Der Hauptkritikpunkt bei dieser Interpretation ist die Zunahme der räumlichen Disparitäten innerhalb eines Landes. Außerdem ist zum Erhalt der schumpeterschen These die ständige Reinvestition der Gewinne erforderlich. Diese wirtschaftliche Rationalität wird den Unternehmern in Entwicklungsländern von manchen Kritikern nicht zugetraut.